# Benjamin Rogers

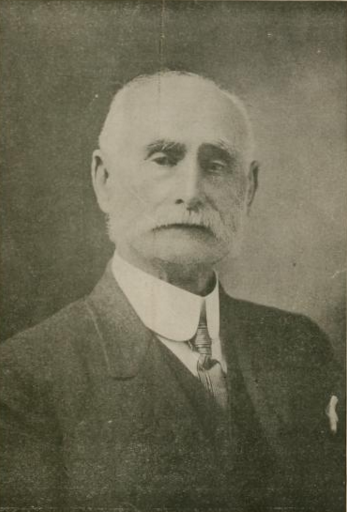
Benjamin Rogers

Benjamin Rogers (* 7. August 1837 in Bedeque, Prince Edward Island; † 16. Mai 1923) war ein kanadischer Politiker. Von 1910 bis 1915 war er Vizegouverneur der Provinz Prince Edward Island.
Rogers, Sohn walisischer Einwanderer, war beruflich als Exporthändler tätig, daneben amtierte er als Friedensrichter. 1872 wurde er als Mitglied der Prince Edward Island Liberal Party in den Legislativrat, das Oberhaus der Provinz, gewählt. 1878 folgte die Wahl in die Legislativversammlung (Unterhaus), der er bis 1897 angehörte. Von 1883 bis 1886 war Rogers Oppositionsführer. Obwohl er nicht mehr Abgeordneter war, gehörte er von 1900 bis 1905 den Kabinetten von Donald Farquharson und Arthur Peters an und amtierte als Landwirtschaftsminister und Schatzmeister. Generalgouverneur Lord Grey vereidigte Rogers am 1. Juni 1910 als Vizegouverneur von Prince Edward Island. Dieses repräsentative Amt übte er bis zum 2. Juni 1915 aus.